# Historie školství ve Slavonicích
Historie školství ve Slavonicích se podle dochovaných pramenů započala psát již ve druhé polovině 14. století. V období Rakouska-Uherska mělo město vybudované školské zázemí s národní a měšťanskou školou, kterou doplňovala škola mateřská a škola pokračovací.

## Nejstarší historie
V roce 1359 je poprvé připomínán učitel („magister scholae“), k jehož službě patřilo též zvonění. V roce 1369 jsou zmíněni při svěcení nového oltáře žáci pomocníci (ministranti), kteří měli být za svou službu (po všechny časy) odměněni jedním grošem. Z roku 1470 pochází písemná zpráva o „rektoru školy a kantoru“, který za řízení zpěvu při obřadech obdržel 11 grošů, žáci-zpěváci 8 grošů, přičemž k povinnostem faráře patřilo „se o dobré zpěváky náležitě starat“. První písemná zmínka o škole samotné pochází z roku 1483, kdy na škole vyučoval bakalář svobodných umění („rector scholae“) jménem Jan (Johann). V období reformace se připomíná jmenování rektora, kantora (kantoři se jmény Wernzky a Schnittlich) a varhaníka. Od roku 1590 dostával školmistr, kantor i varhaník kromě naturálního platu (žita, pšenice a hrachu) také peněžitý plat.
Městská rada stanovila pevně i výši školného: žák, který se učil pouze číst, platil 15 krejcarů, za výuku čtení a psaní činilo školné 30 krejcarů a za celé trivium (čtení, psaní a počty) 45 krejcarů. Výuka navíc byla ohodnocena jedník zlatým. Školu tehdy navštěvovalo kolem 35 žáků a nacházela se v blízkosti kostela na Horním náměstí čp. 103 (r. 1861 tzv. Vorstadthaus France Hauera, nyní čp. 533), následně i v ulici B. Němcové a nakonec „panském domě“ u kostela (nyní čp. 473) na náměstí Míru. V první polovině 19. století dostával rektor za svou službu: od rodičů jednou týdně v sobotu 1 krejcar (sobotales), o trzích 1 krejcar (jarmarkales) a od obce svobodný měsíční peněžní plat a v naturáliích dřevo a obilí.

## Školství za Rakouska-Uherska

### Farní škola (1865)
Výnosem místodržitelství ze 17. září 1863 byla ve městě zřízena farní čtyřtřídní škola pro chlapce a dívky. V roce 1865 dokončilo město Slavonice přestavbu bývalého panského domu (nyní čp. 473), do něhož umístilo novou farní školu (Pfarrhauptschule) se čtyřmi třídami. V květnu téhož roku vyhlásila městská rada pro školní rok 1865/1866 konkurz na obsazení čtyř učitelských míst:
- jedno řídící místo pro nadučitele (dirigirende Oberlehrerstelle) s ročním platem 500 zlatých,
- jedno místo pro podučitele (Unterlehrerstelle) s ročním platem 300 zlatých,
- jedno místo pro podučitele s ročním platem 250 zlatých a
- jedno místo pro podučitele s ročním platem 250 zlatých.

K tomuto platu obdrželi první dva pedagogové (řídící nadučitel a podučitel) byt ve školní budově (každý o dvou pokojích), další dva podučitelé se měli o ubytování postarat vlastní cestou, přičemž město poskytovalo těmto dvěma podučitelům roční příplatek na bydlení ve výši 35 zlatých.
Brněnská diecéze ustanovila na nově zřízené hlavní škole ve Slavonicích (Zlabings): řídícího učitele p. Františka Christiana, dále I. podučitele p. Eduarda Redla, II. podučitele p. Františka Kaisera a III. podučitele Leopolda Pabische.

### Školské řádové sestry – předškolní výchova
V roce 1845 mladějovská terciářka Salomea Tisserová (Salomea Tißer aus Blosdorf) zakoupila v Moravské Třebové dům pro první řádové sestry žijící podle III. řádu sv. Františka z Assisi. K legalizaci názvu mateřská škola došlo vydáním říšského zákona ze dne 14. května 1869, jímž byl obsah práce předškolních zařízení vymezen a následně výnosem c. k. ministerstva z 22. června 1872 č. 4711. V roce 1875 již kongregace Školských sester Třetího řeholního řádu svatého Františka držela na Moravě vedle mateřince v Moravské Třebové a profesního domu v Přerově dva další filiální domy (Šternberku a Uherském Brodě).
V roce 1881 zakoupila jedna ze školských sester z kláštera v Moravské Třebové ve Slavonicích dům se zahradou čp. 21, kde se počítalo se zřízením dalšího filiálního domu. Městská rada poskytla školským sestrám roční subvenci ve výši 400 zlatých a dalších 200 zlatých pro zařízení školních prostor. Dne 13. října 1900 otevřelo město mateřskou školu s německým vyučovacím jazykem, jejíž zřízení toho roku povolila Zemská školní rada v Brně. Pod správou čtyř sester III. řádu sv. Františka byla od roku 1900 nemocnice a zahrádka (mateřská škola). Vyučovaly též ručním pracím ženským.

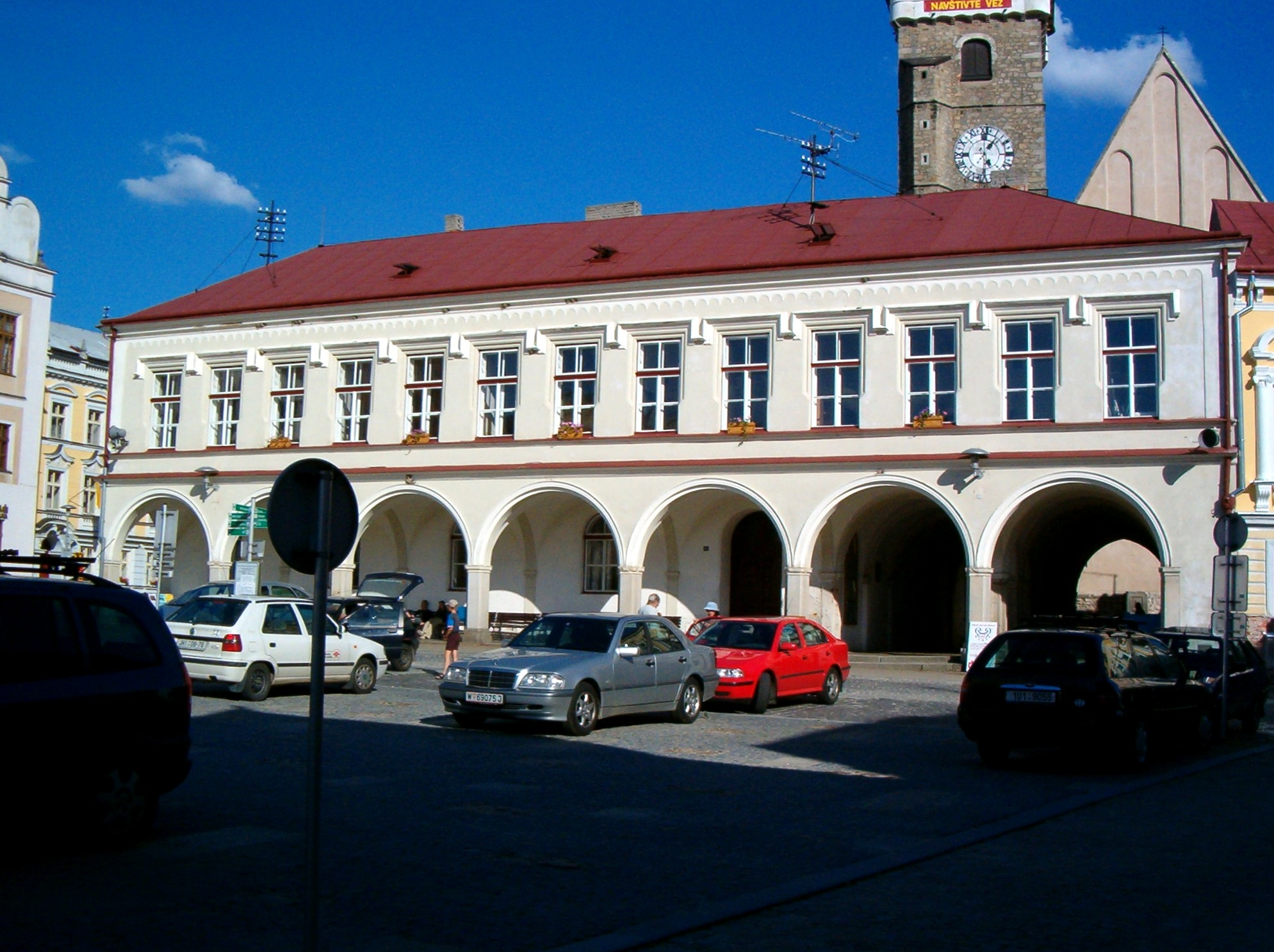
Školní budova bývalé farní školy, později měšťanské školy s německým vyučovacím jazykem čp. 39 (nyní čp. 473), od r. 1919 sídlo české dvoutřídní menšinové školy a mateřské školy, od r. 1945 sídlo obecné školy, nyní Základní praktická a speciální škola

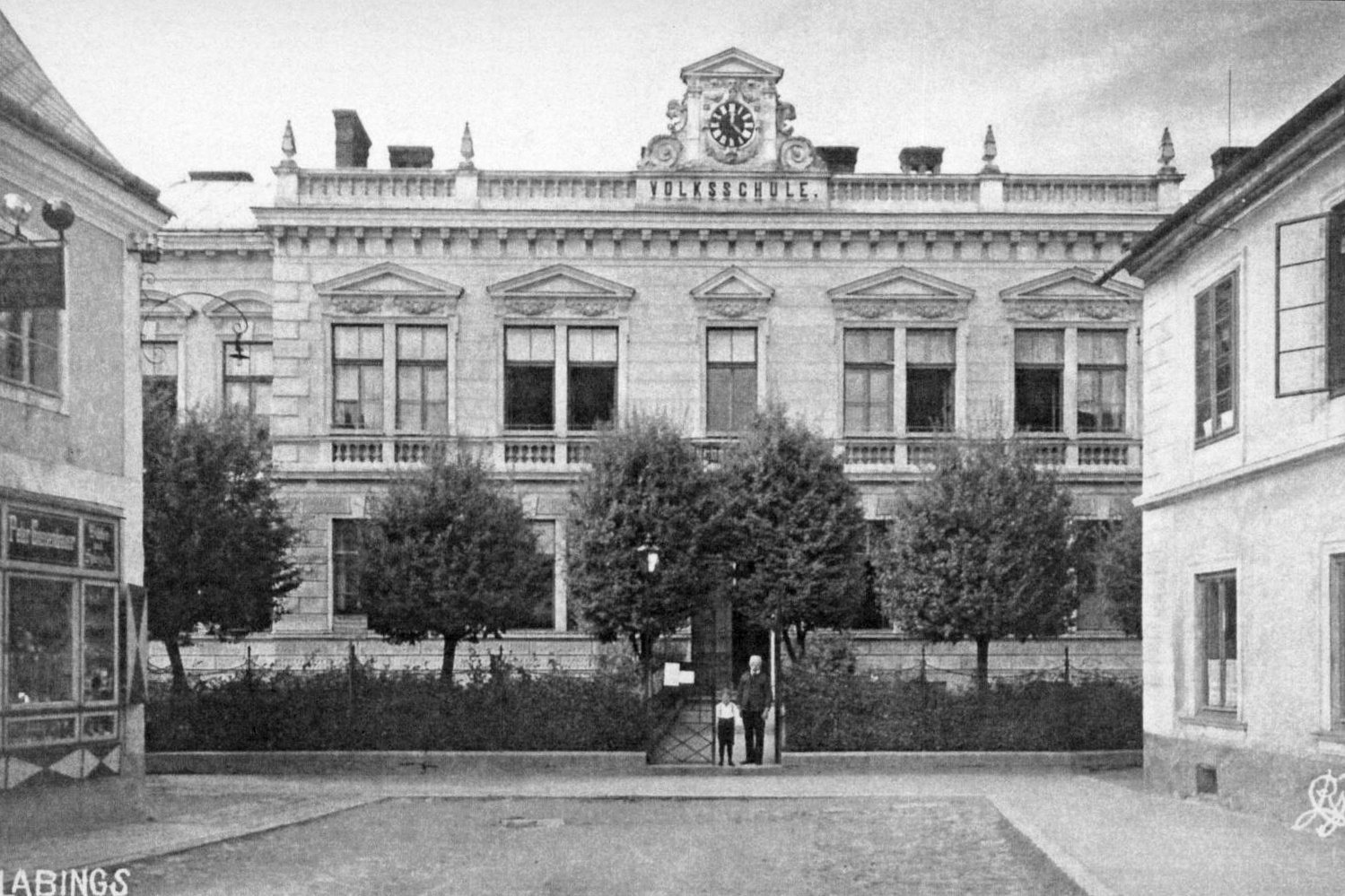
Školní budova čp. 22 (nyní čp. 456) z roku 1897, bývalé sídlo německé dívčí měšťanské školy, národní školy, mateřské školy, od roku 1945 české obecné školy, napravo budova čp. 21 filiálního domu školských sester

První abatyší slavonického filiálního domu Kongregace školských sester Neposkvrněného Početí Panny Marie III. řádu sv. Františka z Assisi z mateřince v Eggenberku (Algersdorfu) u Štýrského Hradce / Congregatio Sororum scholarum III. O. S. F. – Algersdorf se stala sestra Kupertina, vlastním jménem Theresia Breczka (nar. 1. října 1863 v Mautern an der Donau), které v roce 1901 Zemská školní rada v Brně povolila zřízení dívčího kurzu pro výuku ručních prací. Filiální dům ve Slavonicích dále obývaly učitelka sestra Gabriela Haberl (nar. 19. července 1875 ve Štýrsku), sestra a kuchařka Nepomucena Gletthofer (nar. 17. října 1857 ve Fischbachu, okres Weiz, Štýrsko), a sestra pomocnice v domácnosti Eleonore (nar. 28. července 1876 ve Šternberku na Moravě).
| Školní rok 1909/10 – Mateřská škola města Slavonice pro chlapce a dívky (61 dětí) | Školní rok 1909/10 – Mateřská škola města Slavonice pro chlapce a dívky (61 dětí)                                                                                      |
| --------------------------------------------------------------------------------- | --- |
| Theresia Břečka                                                                   | ředitelka MŠ, matka představená filiálního domu ve Slavonicích, narozená r. 1863 v Mautern ve Štýrsku, maturita r. 1885, pěstounská zkouška r. 1899                    |
| Marianne Kowač                                                                    | pěstounka MŠ, školská sestra z filiálního domu ve Slavonicích, narozená r. 1878 v Übelbachu ve Štýrsku, pěstounská zkouška r. 1900, od r. 1902 první pracovní působení |

V roce 1911 obývaly filiální dům: abatyše Marianne Kovač, pěstounka sestra Faustine Radl, sestra Modesta Tomažic a sestra Leonia Baier. V témže roce zřídily školské sestry při filiálním domě privátní dívčí školu ručních prací. V letech 1913–1916 působily ve Slavonicích též řádové sestry z karmelitánského kláštera v Mariboru, jejichž abatyše Gabriela (občanským jménem Hedwig von Liszt) založila v roce 1914 klášter v Nové Bystřici.
Po první světové válce obývaly filiální dům 4 řádové sestry: od 13. září 1918 abatyše sestra Maria Rufina (vlastním jménem Kreszentia Haug), pěstounka a učitelka ručních prací; od 16. srpna 1911 pěstounka sestra Flora (vlastním jménem Emma Jakecz, * 19. srpen 1891 Feldbach, Štýrsko), od 6. listopadu 1915 kuchařka sestra Kolumba (Theresia Geister, * 31. srpna 1885 Dobrava-Gonobitz) a od roku 1919 sestra Karola. Jednotřídní mateřská škola se nacházela od roku 1921 v jedné ze školních tříd německé národní školy na Dolním náměstí čp. 22, přičemž městská rada nechala školní lavice nahradit 48 bílými židličkami a 6 stolečky, které vyrobil slavonický truhlář Leopold Österreicher. Ve dnech 2. až 4. října 1921 věnovaly školské sestry k 700. výročí založení kongregace sester III. řádu sv. Františka z Assisi kapli sv. Antonína ve farním kostele Triduum-sv. Františka. Oltář sv. Antonína byl slavnostně vyzdoben a o sedmé hodině ranní u něj sloužil Prof. Dr. Theodor Deimel po tři dny kázání.
Na začátku září 1922 se abatyše Maria Rufina vrátila do mateřského kláštera v Eggenbergu. Na její místo nastoupila sestra Flora (vl. jm. Emma Jakesz) a stav doplnila algersdorfská sestra Euphemia. V roce 1929 obývaly filiální dům už jen 3 školské sestry: abatyše Euphemie Riegler; sestra Rita Brandl (* 1899 ve Slavonicích), působící v MŠ jako pěstounka a sestra Cyriaka (kuchařka). 
Z důvodu nepřijetí československé státní příslušnosti a nevstoupení do československých kongregací musely školské sestry III. řádu v roce 1933 filiální dům opustit a vrátit se do Rakouska. Dne 13. srpna 1933 proběhlo slavnostní rozloučení a odjezdem 16. srpna 1933 tak kongregace školských sester III. řádu sv. Františka z Assisi ukončila po 33 letech své působení v mateřské škole a od roku 1930 též v denním útulku Okresní péče o mládež (Tagesheimstätte der Bezirks-Jugendfürsorge), přičemž se ve filiálním domě vystřídalo celkem 26 řádových sester.
Filiální dům ve Slavonicích převzala v roce 1933 po Školských sestrách „Algersdorfských“ německá mariánskolázeňská provincie. Kongregace chudých školských sester de Notre Dame vyslala do Slavonic školské sestry z kláštera v Mnichově u Mariánských Lázní (Pensionat der Schulschwestern de Notre Dame in Einsiedl bei Marienbad), které byly na slavonickém nádraží dne 2. září 1933 slavnostně přivítány starostou Juliem Helleportem. Jejich komunita sestávala z matky představené, 3 řádových sester a 1 novicky: abatyše Alma Seidl působila jako pěstounka v MŠ; sestra Relinde Schaffer působila též jako pěstounka MŠ; novicka Kunigunde Anderle vyučovala ruční práce a pocházela ze Slavonic; sestra Marina Stelzer měla na starost kuchyni. Po odstoupení pohraničí obdržely školské sestry z filiálního domu výpověď.

### Národní škola s německým vyučovacím jazykem
Dne 29. června 1870 byl založen Německý učitelský spolek (Deutscher Lehrerverein in Zlabings) a dnem 2. září 1870 vstoupil v platnost školní okres Dačice (Schulbezirk Datschitz) s 28 národními školami. Ve stejném roce vyhlásila Okresní školní rada v Dačicích konkurzní řízení pro obsazení jedno podučitelského místa na národní škole s německým vyučovacím jazykem ve Slavonicích s ročním platem 250 zlatých a ročním příplatkem na bydlení 35 zlatých, v roce 1872 konkurz pro obsazení 2 podučitelských míst I. platové třídy s ročním platem 360 zlatých. Jedno podučitelské místo se nedařilo nastálo obsadit až do roku 1874. Situace se nezlepšila ani v roce 1875, kdy byl vyhlášen opětovný konkurz na dvě podučitelská místa s ročním platem 360 zlatých a ročním příplatkem na bydlení 100 zlatých. V roce 1886 povolila Zemská školní rada městu Slavonice zřízení další paralelní třídy pro první ročník národní školy.
| Školní rok 1881/82 – Volksschule/Národní škola s německým vyučovacím jazykem, přiškolena obec Fratres (4 třídy, 435 žáků) | Školní rok 1881/82 – Volksschule/Národní škola s německým vyučovacím jazykem, přiškolena obec Fratres (4 třídy, 435 žáků)                                  |
| --- | --- |
| Stänzel Vincenz | nadučitel, c. k. okresní školní inspektor, narozen v Schönwald na Moravě 1838, r. 1860 první umístění, zkouška pro vyuč. národní školy v češtině a němčině |
| Redl Eduard | učitel, narozen ve Slavonicích 1823, r. 1839 zkouška pro vyuč nar. školy s německým vyučovacím jazykem                                                     |
| Pazdirek Carl | suplující učitel, narozen v Pešti v Uhersku 1855, r. 1874 první umístění, zkouška pro vyuč nar. školy s německým vyučovacím jazykem                        |
| Kabelka Hans | podučitel, narozen Jaroměřice 1855, r. 1875 první umístění, zkouška pro vyuč nar. školy s německým vyučovacím jazykem                                      |
| Rack Ferdinand | podučitel, narozen Staré Hobzí 1857, r. 1877 první umístění, zkouška zralosti pro vyuč. nar. školy s německým vyučovacím jazykem                           |
| Drdacky Marie | učitelka pro ruční práce, narozena v Telči 1850, r. 1873 první umístění, zkouška pro výuku ručních prací s německým vyučovacím jazykem                     |

V roce 1887 se radnice rozhodla vystavět novou školní budovu, k jejímuž umístění vybrala stavební parcelu na protější straně náměstí, aby tak uzavřela v tomto místě průhled na předměstí. V té době už byla solnice zbořena a zůstala zde volná stavební parcela s vlhkým a bažinatým podkladem. Stavbu školní budovy, tehdy vystavěnou až do druhého patra, poškodila náhlá průtrž mračen natolik, že její trosky za 30 000 proinvestovaných korun zde stály ještě dalších 12 let.
V roce 1892 získalo město od Zemské školní rady povolení pro rozšíření národní školy na pět tříd, přičemž pátý ročník byl rozdělen na chlapeckou a dívčí třídu. Okresní školní rada v Dačicích zároveň vyhlásila se zřízením dívčí páté třídy konkurz na jedno místo učitelky s ročním platem 600 zlatých ročně. V srpnu 1896 Zemská školní rada v Brně povolila ve Slavonicích otevření prvních tříd chlapecké měšťanské školy, proto se nové osazení radnice rozhodlo stavbu školní budovy obnovit. V roce 1897 byla nová školní budova čp. 22 (nyní čp. 456) slavnostně otevřena. Na druhé straně náměstí měla být dosavadní školní budova (čp. 39) v panském domě stavebně upravena pro školu měšťanskou. Pětitřídní národní škola a krátce otevřená trojtřídní chlapecká měšťanská škola se tak mohly přestěhovat do nové budovy. Stavební náklady školní budovy čp. 22 se nakonec vyšplhaly do výše 100 000 korun a staré školní budovy čp. 39 (panský dům) výše 50 000 korun.
| Školní rok 1909/10 – Obecná škola (5 tříd, 338 žáků) | Školní rok 1909/10 – Obecná škola (5 tříd, 338 žáků) |
| ---------------------------------------------------- | --- |
| Netouschek Ferdinand                                 | ředitel obecné a měšťanské školy, nar. v Jaroměřicích 1861; zkouška zralosti 1880, učitelská zkouška 1882, zkouška pro měšťanské školy I. třídy 1883, první rok výuky 1880, definitiva 1883, zemřel 13. listopadu 1922 Slavonice |
| Kalab Theodor                                        | učitel náboženství pro obecnou a měšťanskou školu, nar. Velatice 1872; učitelská zkouška 1908, rok první výuky 1909 |
| Glaser Anton                                         | učitel pro obecné školy, narozen ve Vídni 1875; zkouška zralosti 1895 Krems, učitelská zkouška 1899 Krems; první rok výuky 1895, 1899 odbornost obchodně-živnostenská, definitiva 1902, od roku 1906 na škole ve Slavonicích     |
| Szalay Amalie                                        | učitelka pro obecné školy, narozena Dioszegh (Uhersko) 1868; zkouška zralosti 1890, učitelská zkouška 1895; první rok výuky 1890, 1895, definitiva 1909                                                                          |
| Kohlmann Hermann                                     | učitel pro obecné školy, narozen Cizkrajov 1880; zkouška zralosti 1900 České Budějovice, učitelská zkouška 1904 České Budějovice; první rok výuky 1900, definitiva 1904                                                          |
| Zahrada Marie                                        | učitelka, narozena Slavonice 1887; zkouška zralosti 1907; učitelská zkouška 1910, první rok výuky 1907 |
| Salich Albert                                        | pomocný učitel, narozen Opava (Slezsko) 1889; zkouška zralosti 1909; první rok výuky 1909 |
| Zoch Peter                                           | pomocný učitel, narozen České Budějovice 1889; zkouška zralosti 1909; první rok výuky 1909, pracovní vyučování na obecné a dívčí měšťanské škole                                                                                 |

### Měšťanská škola císaře Františka Josefa I.
V srpnu 1896 Zemská školní rada v Brně povolila ve Slavonicích otevření prvních tříd chlapecké měšťanské školy a okresní školní rada v Dačicích vyhlásila konkurz na obsazení ředitelského a učitelského místa na chlapecké měšťanské škole s německým vyučovacím jazykem. . V roce 1898/1899 se do nové školní budovy nastěhovala chlapecká měšťanská škola.
Ředitelem měšťanské školy byl jmenován dosavadní ředitel jemnické obecné školy a okresní školní inspektor Moritz Ptacek (r. 1865 podučitel na obecné škole v Jemnici, od r. 1866 podučitel na obecné škole ve Znojmě, od r. 1870 nadučitel v Jaroměřicích nad Rokytnou, nadučitel na obecné škole v Jemnici a r. 1894 jmenován okresním inspektorem pro německé a utrakvistické školy v okresu dačickém). Za tímto účelem došlo k přestavbě budovy bývalé obecné školy čp. 39. Nová školní budova pro měšťanskou školu měla být otevřena k příležitosti 50. výročí panování císaře Františka Josefa I. (1848–1898). Škola proto obdržela název „Kaiser Franz Josef Jubiläums Knaben-Bürgerschule“ (Jubilejní chlapecká měšťanská škola císaře Františka Josefa). V roce 1901 byla správa pětitřídní obecné školy a trojtřídní měšťanské školy s německým vyučovacím jazykem sloučena pod jedno vedení (Ferdinand Netouschek). V roce 1906 město obdrželo povolení ke zřízení trojtřídní dívčí měšťanské školy.
| Školní rok 1909/10 – Měšťanská škola chlapecká (3 třídy, 100 žáků) a Měšťanská škola dívčí (3 třídy, 50 žákyň) | Školní rok 1909/10 – Měšťanská škola chlapecká (3 třídy, 100 žáků) a Měšťanská škola dívčí (3 třídy, 50 žákyň) |
| --- | --- |
| Netouschek Ferdinand                                                                                           | ředitel obecné a měšťanské školy, nar. v Jaroměřicích 1861; zkouška zralosti 1880, učitelská zkouška 1882, zkouška pro měšťanská školy I. třídy 1883, první rok výuky 1880, definitiva 1883, nastoupil jako učitel v Hodonicích, od r. 1886 působil jako odborný učitel na obecné a měšťanské škole České Křídlovice, a na odborný učitel v Drnholci, od r. 1905 ředitel na měšťanské škole ve Slavonicích |
| Kalab Theodor                                                                                                  | učitel náboženství pro obecnou a měšťanskou školu, nar. Velatice 1872; učitelská zkouška 1908, rok první výuky 1909 |
| Vick Alois | odborný učitel, nar. Prostějov 1850, zkouška zralosti 1871, učitelská zkouška 1872, zk. měšťanská šk. I. třídy 1873, první rok výuky 1874, (1876 předběžně uvolněn ze služby) |
| Voldan Karel                                                                                                   | odborný učitel, nar. Hranice 1863, zkouška zralosti 1882, učitelská zkouška 1885, zkouška pro měšťanské šk. II. třídy 1890, první rok výuky 1882, další 1885, definitiva 1895 |
| Rack Ferdinand                                                                                                 | odborný učitel, nar. Louka 1857, zkouška zralosti 1877, učitelská zkouška 1882, zk. pro měšťanská šk. III. třídy 1898, rok první výuky 1877, další 1883, definitiva 1897 |
| Sigl Karl | odborný učitel, nar. Starovice 1877, zkouška zralosti 1897, učitelská zkouška 1900, zk. pro měšťanské šk. I. třídy 1906, rok první výuky 1898, další 1900, definitiva 1907, od roku 1907 na měšťanské dívčí škole ve Slavonicích |
| Kohlmann Hermann                                                                                               | učitel latiny pro měšťanské školy |
| Barnert Otto                                                                                                   | odborný učitel, nar. Piechowice (Slezsko) 1872, zkouška zralosti 1895, učitelská zkouška 1897, zk. pro měšťanské šk. II. třídy 1908, rok první výuky 1895, další 1898, definitiva 1908 |
| Brod Johann | odborný učitel, nar. České Budějovice-Pohůrka 1883, zkouška zralosti 1902, učitelská zkouška 1904, zk. pro měšťanské šk. III. třídy 1907, zkouška pro těsnopis 1902, rok první výuky 1905, definitiva 1908 |
| Nowotny Anna                                                                                                   | učitelka ručních prací, nar. Slavonice 1867, zkouška ručních prací 1887 a 1908, rok první výuky 1898, definitiva 1900 |

## Československo (1918–1938)
V novém Československu podléhaly obecné a měšťanské národní školy Ministerstvu školství a národní osvěty (zkratka MŠANO), které je řídilo skrze místní školní rady, okresní školní výbory a zemské školní rady. Nařízením zemského školního rady v Brně ze dne 29. listopadu 1919 (č. 2153) byla zrušena na německé národní škole 5. třída a dalším nařízením (č. 2158) byla spojena chlapecká a dívčí měšťanská škola (nadále smíšené třídy). Dalším nařízením zemského školního rady v Brně ze dne 25. července 1921 (č. 1398) došlo na německé národní škole ke zrušení 4. třídy a škola vystupovala nadále jako trojtřídní. Dne 23. března 1925 odešel do penze ředitel národní a měšťanské školy Karl Woldan.
Národní školy v zemi Moravkoslezské s německým vyučovacím jazykem byly rozděleny do 22 okresů. Školní okres Jihlava zahrnoval národní školy ve 36 obcích, též obecnou a měšťanskou národní školu s německým vyučovacím jazykem ve Slavonicích. Po zřízení české menšinové školy (r. 1919)
Ve školním roce 1928/29 vyučovali na obecné škole: učitel Anton Glaser, učitel Hermann Kohlmann, od roku 1925 učitelka pracovního vyučovaní Rosa Daniel, učitel Johann Fenz (nar. 1903 Lidéřovice) a od roku 1925 učitelka ručních prací Hermine Demasi; na měšťanské škole: ředitel Karl Kleiner, odborná učitelka Marie Zahrada, odborná učitelka Elisabeth Krichenbauer, odborný učitel Josef Jelinek, odborná učitelka českého jazyka Marie Pettera (nar. 1897 Ivančice), učitelka ručních prací Hermine Demasi. V roce 1932 povolilo MŠANO trojtřídní německé obecné škole zřízení šestého učitelského místa a to na základě vyhlášeného konkurzu.
| Školní rok 1933/34 – Obecná národní škola (3 třídy) | Školní rok 1933/34 – Obecná národní škola (3 třídy) |
| --------------------------------------------------- | --- |
| Kleiner Karl                                        | ředitel obecné a měšťanské školy, narozen 1880, zkouška učitelské dospělosti 1899, zkouška způsobilosti pro obecné školy 1901, odbor I zkouška způsobilosti pro měšťanské školy 1912 |
| Kohlmann Hermann                                    | učitel, narozen 1880, zkouška učitelské dospělosti 1900, zkouška způsobilosti pro obecné školy 1904                                                                                  |
| Tollerian Maria                                     | učitelka, narozena 1894, zkouška učitelské dospělosti 1913, zkouška způsobilosti pro obecné školy 1916                                                                               |
| Keck Johann                                         | učitel, narozen 1892, zkouška učitelské dospělosti 1912, zkouška způsobilosti pro obecné školy 1914                                                                                  |
| Scheubrein Maria                                    | učitelka, rozená Petter 1897, zkouška učitelské dospělosti 1916, zkouška způsobilosti pro obecné školy 1919, zkouška z češtiny pro obecné školy                                      |
| Seidl Vilhelm                                       | učitel náboženství pro obecnou a měšťanskou školu, narozen 1890, zkouška pro vyučování náboženství římk 1917                                                                         |

Všeobecnou živnostenskou pokračovací školu (Allgemeine gewerbliche Fortbildungsschule) s jedním oddělením řídil ředitel pro obecnou a měšťanskou školu (ředitel Karl Woldan a po něm ředitel Karl Kleiner), na škole vyučovali odborní učitelé (Hermann Kohlmann a Josef Jelinek). Učitelská a mládežnická ubytovna (Lehrerherberge a Jugendherberge) se nacházely v domě na Dolním náměstí čp. 38 u pekaře Josefa Stumfohla. K dispozici stála 4 lůžka, vedoucím ubytovny byl učitel Hermann Kohlmann a ubytovací příspěvek činil 1 korunu.
| Školní rok 1933/34 – Měšťanská škola smíšená (3 třídy chlapecké, 3 třídy dívčí) | Školní rok 1933/34 – Měšťanská škola smíšená (3 třídy chlapecké, 3 třídy dívčí) |
| ------------------------------------------------------------------------------- | --- |
| Kleiner Karl                                                                    | ředitel školy a odborný učitel, nastoupil po pensionovaném K. Woldanovi, narozen 1880 Březová nad Svitavou, zkouška učitelské dospělosti 1899 Brno, zkouška způsobilosti pro obecné školy 1901 Brno, odbor I a zkouška způsobilosti pro měšťanské školy 1912, odborná zkouška obchodně-živnostenská 1924, 1899 výuka na obecné škole, 1915 výuka na měšťanské škole, 1926 ředitel          |
| Krichenbauer Elisabeth                                                          | odborná učitelka, narozena 1881 Jihlava, zkouška učitelské dospělosti 1908 Olomouc, zkouška způsobilosti pro obecné školy 1910 Olomouc, odbor III a zkouška způsobilosti pro měšťanské školy 1916, od 1908 výuka na obecné škole, od 1915 výuka na měšťanské škole |
| Zahrada Marie                                                                   | odborná učitelka, narozena 1887 Slavonice, zkouška učitelské dospělosti 1907 České Budějovice, zkouška způsobilosti pro obecné školy 1910, odbor I a zkouška způsobilosti pro měšťanské školy 1924, od 1907 výuka na obecné škole, od 1925 výuka na měšťanské škole |
| Jelinek Josef                                                                   | odborný učitel, narozen 1892 Brno, zkouška učitelské dospělosti 1911 Brno, zkouška způsobilosti pro obecné školy 1914 Brno, odbor II a zkouška způsobilosti pro měšťanské školy 1921, zkouška z češtiny pro měšťanské školy 1920, zkouška z odbornosti hospodářství 1927, zkouška z odbornosti obchodně-živnostenské 1928, od 1911 výuka na obecné škole, od 1922 výuka na měšťanské škole |
| Zahorka Jan                                                                     | odborný učitel, narozen 1910, zkouška učitelské dospělosti 1929, zkouška způsobilosti pro obecné školy 1931, zkouška z češtiny pro obecné školy 1932 |
| Seidl Vilhelm                                                                   | učitel náboženství, narozen 1890, zkouška pro vyučování náboženství římk 1917 |
| Demasi Hermine                                                                  | učitelka domácí nauky, narozena 1888 Chvalatice, zkouška učitelské dospělosti 1906, od 1906 výuka na obecné škole, od 1914 výuka na měšťanské škole, od 1. února 1925 ve Slavonicích |

### Sportovní a dětské hřiště
V roce 1922 nechalo město zřídit na západním konci Špitální louky (Spittlwiese) u Fuchsova mlýna čp. 20 (Fuchsmühle) fotbalové hřiště, které mělo být v té době nejlepší na okrese. Dne 22. června 1931 bylo německou Okresní péčí o mládež na Špitální louce slavnostně otevřeno dětské hřiště (Spielplatz), zejména pro mateřskou školu a školní útulek (družinu).

### Česká menšinová škola 1919–1938
Česká menšinová škola byla zřízena Ministerstvem školství a národní osvěty v roce 1919 v budově měšťanské školy čp. 39 (nyní čp. 473). Jejím prvním řídícím učitelem byl jmenován František Janda (* 28. květen 1890 Velký Jeníkov), který v budově obýval společně se svou manželkou Marií (* 1. října 1897 Hradišťko), syny Jaromírem (* 5. ledna 1919 Hradišťko) a Zdeňkem (* 4. června 1920 Slavonice) státní služební byt. V den sčítání lidu v roce 1921 bydlel v domě též otec Marie Jandové – Alois Šantrůček (* 18. července 1867 Hradišťko), ženatý mlynář z Hradišťka u Dačic. Dále od roku 1920 dvě služebné: Anna Bémová (* 24. července 1898 Telč) a Anna Šimšalíková (* 15. března 1908 Groß-Siegharts).
Školu navštěvovaly zejména děti státních zaměstnanců, kteří se do Slavonic přistěhovali po vzniku Československa. Od roku 1923 byla v budově zřízena česká mateřská škola s 15 dětmi. V roce 1926 navštěvovalo školu 49 žáků, jednalo se o děti i z okolních obcí bez české školy (např. z Maříže). Druhým učitelem byl Klement Janoušek (* 8. srpen 1901 Nové Syrovice), který bydlel též ve služebním bytě ve školní budově na Dolním náměstí čp. 39. V srpnu 1928 se ve Slavonicích oženil s Leopoldinou Hanákovou (* 6. srpen 1898 Peč), toho času soukromnicí ve Slavonicích na Dolním náměstí čp. 43.
České menšinové školy podléhaly přímo ministerstvu školství a osvěty, které financovalo pedagogické zaměstnance i veškeré školní výdaje. Školní inspektor menšinových škol sídlil v Jindřichově Hradci a obsluhoval politické okresy: Jindřichův Hradec, Třeboň, Dačice a Moravské Budějovice, od roku 1927 sídlil školní inspektor též ve Slavonicích. Dohledávací obvod menšinových škol z politického okresu Dačice a Moravské Budějovice sestával z českých menšinových škol v obcích: Cizkrajov, Dešná, Flandorf, Staré Hobzí, Chvalkovice, Korolupy, Lipolec, Lubnice, Matějovec, Dolní Radíkov, Peč, Český Rudolec, Nové Sady, Slavonice, Uherčice a Vratěnín.
| Školní rok 1933/34 – Česká menšinová národní škola (2 třídy) | Školní rok 1933/34 – Česká menšinová národní škola (2 třídy)                                                        |
| ------------------------------------------------------------ | --- |
| Plšek Josef                                                  | správce školy a učitel, narozen 1893, zkouška učitelské dospělosti 1913, zkouška způsobilosti pro obecné školy 1921 |
| Novák Václav                                                 | učitel, narozen 1912, zkouška učitelské dospělosti 1931                                                             |
| Hrdličková Emilie                                            | učitelka ručních prací, narozena 1911, zkouška pro obecnou školu 1931                                               |

## Školství v letech 1945–1989
V létě 1945 probíhala deratizace a oprava školních budov, které byly ke konci války využívány k ubytování německých uprchlíků (tzv. národních hostů). Přípravou a organizací nového školního roku byl pověřen bývalý řídící učitel české menšinové školy Josef Plšek. Školní rok 1945/46 započal 1. září slavnostním zahájením pro všechny místní školské instituce: mateřskou školu, národní školu a měšťanskou školu v sále kina bývalého Německého domu a projevem majora pro osvětovou službu Rudé armády.

### Předškolní vzdělávání
Mateřská škola I. (polodenní) pod vedením Františky Illeové se nastěhovala do budovy předválečné české menšinové národní školy čp. 39 na náměstí Míru. Po zavedení druhé třídy v roce 1946 zde vyučovala ještě Marie Obdržálková. V září 1952 se MŠ I. přestěhovala do ulice Na potoku do čp. 174–175 (naproti pomníku 9. května).
Městské velitelství RA pod velením majora Nikolaje Georgijeviče Lebeděva (Николай Георгиевич Лебедев) sídlilo na náměstí v domě čp. 24 (nyní náměstí Míru čp. 458). Po odchodu Rudé armády 20. července 1945 se do budovy nastěhovala organizace KSČ a SČM (od r. ČSM). Obě organizace se nakonec v roce 1950 přestěhovaly do budovy na Horním náměstí čp. 91, jež uvolnily pohraniční pluky SNB, stěhující se po zrušené finanční stráži do celní budovy na silnici do Fratres. V lednu 1951 tak mohl MNV na náměstí Míru započít s rekonstrukcí čp. 24 (bývalém domě židovské rodiny Bauerových). V květnu téhož roku převzala budovu MŠ II. s celodenním provozem ředitelka Marie Obdržálková. Dále zde působila učitelka Míla Čechová a pěstounky Anna Pauříková a Zdeňka Jelínková, kuchařky Jaroslava Novotná a Josefa Šimánková, školnice Vlasta Lisová.
Dne 1. srpna 1954 město zahájilo provoz dětských jeslí, které se nacházely v domě na Masarykově náměstí čp. 44 (zrušené řeznictví a hostinec). Oprava a přestavba domu trvala 3 roky. Ředitelkou byla jmenována Božena Zemanová, další personál sestával ze 3 pracovnic. V přízemí se nacházely třídy školní družiny pod vedením Marie Melicharové. Jesle navštěvovalo 30 dětí a družinu 50 žáků.

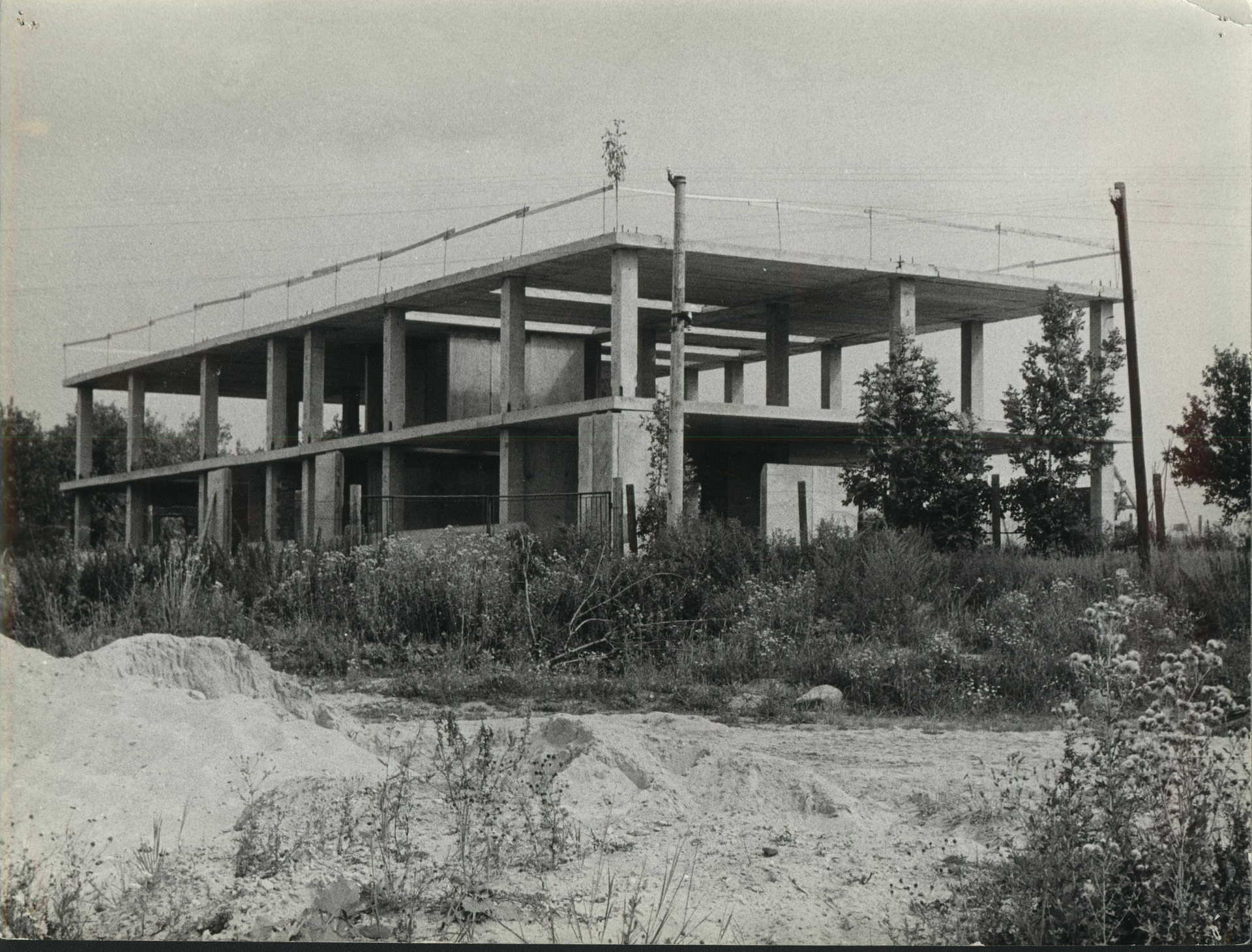
Výstavba MŠ v akci „Z“ v roce 1982

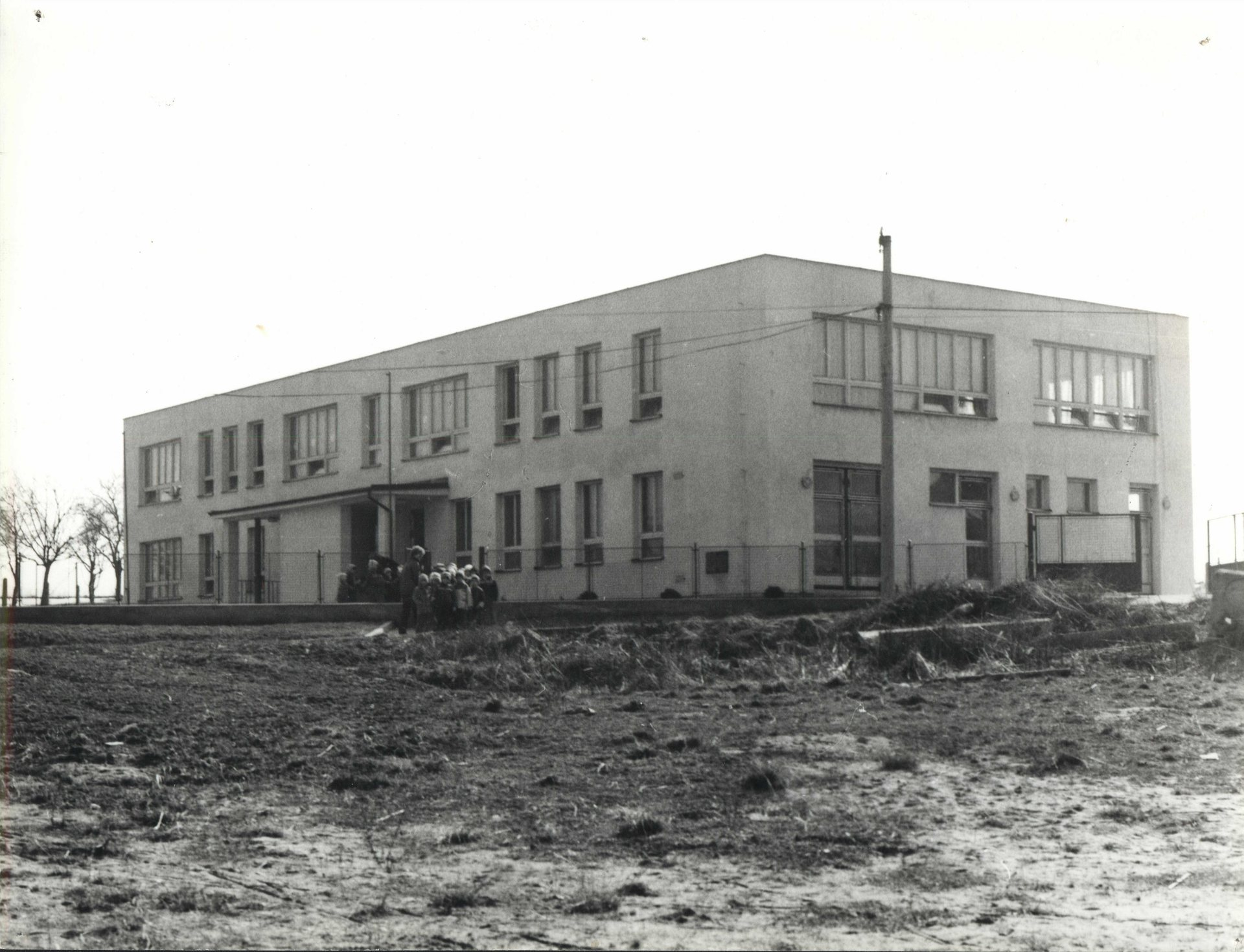
MŠ po otevření v roce 1983

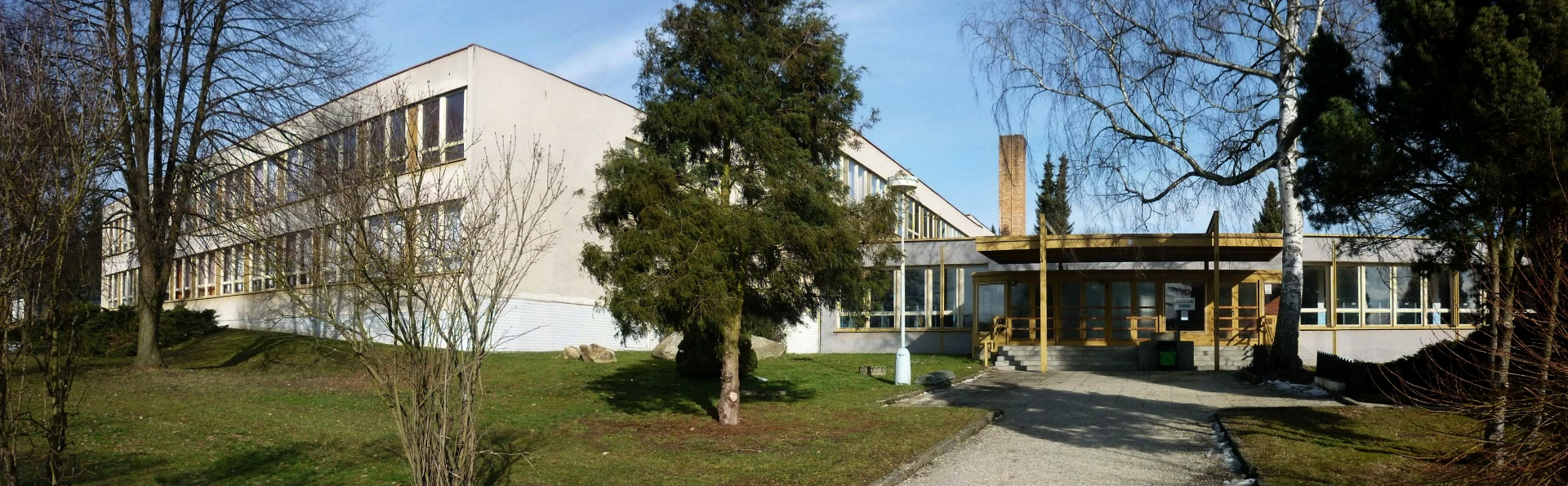
Základní devítiletá škola v roce 2013

### Základní vzdělávání
Pětitřídní národní škola se 149 žáky měla své prostory zčásti v budově čp. 39 (nyní čp. 473) a zčásti v budově předválečné národní školy s německým vyučovacím jazykem a měšťanské školy čp. 21/22 (nyní čp. 456). Jejím vedením byl pověřen řídící učitel Josef Plšek. Čtyřtřídní měšťanská škola se 179 žáky využívala pouze prostory prvního patra na čp. 21/22. Ředitelem měšťanky byl jmenován Jan Plšek. Rodičovské sdružení se ustavilo na jaře 1946. V lednu 1947 povolilo Ministerstvo zemědělství zřízení dvouleté Lidové školy zemědělské.
Za učitelkou Blaženou Zlochovou ze Slavonic. Na Nový rok zemřela náhle ve Slavonicích učitelka Blažena Zlochová. Zemřela na zákeřnou plicní chorobu v mladém věku 30 let. Zlochová vyučovala ve Znojmě a na Plzeňsku. V poslední době žila ve Slavonicích u svých rodičů. Dožila opětného připojení Slavonic k naší republice, ale zlá choroba ji nedopřála, pustiti se opět do radostné práce na českých školách na Slavonicku. Město Slavonice v ní ztratilo nejen velmi dobrou učitelku, ale velikou ctitelku české hudby a výbornou klavíristku.
Jiskra, 13.1.1946
Dnem 15. září 1951 byla při národní škole uvedena do provozu v kuchyni střední školy stravovna pro děti zaměstnaných matek a pro děti dojíždějící. Za režijní příplatek poskytovala obědy, popřípadě i svačiny. Od 3. ledna 1952 započala činnost družiny mládeže při národní škole. Vychovatelkou se stala Marie Melicharová.
Na základě zákona č. 31 ze dne 24. dubna 1953 o školské soustavě a vzdělávání učitelů proběhlo sloučení obou škol (národní a měšťanská) v jednu osmiletou nižší střední školu (tzv. osmiletka), poskytující základní všeobecné vzdělání a připravující pro povolání, odbornou školu nebo pro vyšší všeobecné vzdělání. Většina učeben se nacházela v budově čp. 21–22, čtyři třídy v budově čp. 39 a družina mládeže se nastěhovala do budovy MNV. Ředitelem osmiletky byl jmenován dosavadní ředitel střední školy (měšťanská školy) František Dvořák a jeho zástupcem František Snížek. Dosavadní ředitel národní školy Josef Plšek vyučoval 1.–5. ročník. Na konci šk. roku 1952/53 odešli na nová působiště učitel střední školy Vladimír Škarabela a učitelka národní školy Hedvika Reichová, kterou nahradila Milada Burdová z Červeného Hrádku. Učitele Škarabelu vystřídala učitelka Zdeňka Hybnerová z Jihlavy.
Na základě zákona č. 186 o soustavě výchovy a vzdělávání z roku 1960 došlo opět k prodloužení školní docházky na devět let a k mírnému odklonu od sovětského modelu školství. Povinná školní docházka probíhala na tzv. Základních devítiletých školách (ZDŠ) s novým polytechnickým předmětem pracovního vyučování. V roce 1962 využívala ZDŠ Slavonice (se 630 žáky ve 22 třídách) celkem osm městských budov, z čehož v pěti se nacházely třídy a v ostatních jídelna, tělocvična, školní družina atd. Zrušeno bylo dosavadní směnování dopolední a odpolední výuky. Hudební kurzy pod Osvětovou besedou převzala od školního roku 1963/64 Lidová škola umění v Dačicích. Z důvodu nedostatku financí MNV byla zrušena zájezdní představení Horáckého divadla.
V roce 1978 byla dostavěna nová školní budova Základní devítileté školy (ZDŠ) s kapacitou pro 650 žáků. V prostorách školního komplexu se nacházela školní jídelna, školní družina a dvě tělocvičny. Kapacitu školy se v 80. letech 20. století dařilo naplnit díky zrušeným venkovským malotřídkám. Školu navštěvovali též žáci vyšších ročníků z Písečné a Starého Města pod Landštejnem.

### Střední vzdělávání
V roce 1957 mělo dojít k navrácení objektu bývalé pletárny Antona Sprinzla čp. 55 do držení národního podniku Slavona (od roku 1958 n. p. Otavan), který hodlal do budovy umístit vlastní provoz generálních úprav, sklad a modelárnu. V objektu se stále ještě nacházely tři bytové jednotky. Internát Slavony se prozatím nacházel na Masarykově náměstí na čp. 48, kde bylo místní organizací KSČ v roce 1954 v jeho přízemních klubových místnostech zřízeno Agitační středisko. Po začlenění závodu pod národní podnik Otavan v roce 1958, sídlila Závodní učňovská škola (později oděvní SOU) s teoretickou i praktickou výukou učňů v budově bývalé pletárny Antona Sprinzla čp. 55, dále zde byl umístěn internát pro učně a zaměstnance podniku. Závodní učňovské středisko (ZUŠ) přijalo v prvním roce výuky 46 učnic a v následujícím roce 1959/60 68 učnic. V roce 1962 probíhaly stavební úpravy objektu. Později ve městě vedle učňovské školy přibyla střední odborná škola (SOŠ) oděvní pro obory pánský krejčí a dámská krejčová (obě zrušeny r. 1998). V roce 1985 byla teoretická výuka přestěhována do budovy staré školy na náměstí. Objekt bývalé pletárny pak sloužil až do roku 1997 výhradně jako internát učňů a zaměstnanců podniku.